# Tjocknäbbad glansstare
Ej att förväxla med tjocknäbbad stare (Scissirostrum dubium).
Tjocknäbbad glansstare (Onychognathus neumanni) är en fågel i familjen starar inom ordningen tättingar.

## Utseende och läte
Tjocknäbbad glansstare är en stor och glansigt svart stare med kilformad stjärt och tegelröda fönster i vingarna som syns tydligt i flykten. Hanen har svart huvud, honan grått. Arten liknar brunvingad glansstare, men är mer kompakt med mycket kraftigare näbb och bredare stjärt. Lätena består av karakteristiska gyllinglika visslingar. 

## Utbredning och systematik
Tjocknäbbad glansstare delas upp i två underarter med följande utbredning:
- Onychognathus neumanni neumanni – norra Nigeria till Kamerun, Centralafrikanska republiken och västra Sudan
- Onychognathus neumanni modicus – Senegal till Mali och västra Niger

## Levnadssätt
Tjocknäbbad glansstare hittas kring utsprång, klippor och raviner i savannmiljö. Den ses i par och flockar.

## Status och hot
Arten har ett stort utbredningsområde och tros öka i antal. Internationella naturvårdsunionen IUCN listar den därför som livskraftig (LC).

## Namn
Artens vetenskapliga namn hedrar Oskar Rudolph Neumann (1867-1946), tysk ornitolog, upptäcktsresande och samlare i Östafrika 1892-1899. Tidigare kallades den neumannglansstare eller Neumanns glansstare även på svenska, men justerades 2023 till ett mer informativt namn av BirdLife Sveriges taxonomikommitté.